# Otomys tropicalis
Otomys tropicalis is een knaagdier uit het geslacht Otomys dat voorkomt in Oost-Afrika: Zuid-Soedan, Zuid-Ethiopië, Oost-Congo-Kinshasa, Oeganda, Rwanda, West-Kenia en Noordoost-Tanzania. Deze soort wordt soms tot O. irroratus gerekend. O. burtoni en O. dollmani worden door enkelen ook tot deze soort gerekend.
Zelfs in de huidige vorm is O. tropicalis nog geen homogene soort. Er zijn drie groepen te herkennen, die mogelijk aparte soorten zijn. De eerste groep, O. tropicalis sensu stricto, komt voor op 2300 tot 4000 m hoogte op Mount Kenya en in het Aberdare-gebergte in Kenia. De tweede groep, de elgonis-groep, komt voor op kleinere hoogte in het grootste deel van het verspreidingsgebied. Deze groep omvat donkerbruine ratten met een vrij lange, sluike vacht, een relatief lange staart en een platte schedel. De derde bovenkies (M3) bevat zeven laminae; de bovenvoortanden zijn relatief breed. De derde groep, de rubeculus-groep, omvat populaties ten westen van de Grote Slenk die bestaan uit grote ratten met een diepe groef in de ondervoortanden.
Otomys anchietae · Otomys angoniensis · Otomys auratus · Otomys barbouri · Otomys burtoni · Otomys cheesmani · Otomys cuanzensis · Otomys dartmouthi · Bergoorrat (Otomys denti) · Otomys dollmani · Otomys fortior · Otomys helleri · Moerasrat (Otomys irroratus) · Otomys jacksoni · Otomys karoensis · Otomys lacustris · Otomys laminatus · Otomys occidentalis · Otomys orestes · Otomys simiensis · Otomys sloggetti · Otomys sungae · Otomys thomasi · Otomys tropicalis · Otomys typus · Otomys unisulcatus · Otomys uzungwensis · Otomys willani · Otomys yaldeni · Otomys zinki